# Hurray for Me, Fuk You
Hurray for Me, Fuk You es un EP de Melvins lanzado el 28 de agosto de 2010 por Amphetamine Reptile Records. Este Extended play de 12" se vendió por primera y única vez en el aniversario número 25 de la disquera Amphetamine Reptile Records en el Grumpy's Bar de Minneapolis, el 25 de agosto de 2007. Es una versión limitada de solo 100 copias editada en vinilo de doce pulgadas de una sola cara, cuenta con un track de 13 minutos, el arte y el diseño fue hecho a mano por Haze-XXL de AmRep.

## Información de grabación
Fue registrado en el mismo estudio donde se grabó "The Bride Screamed Murder" las Guitarras y las voces se realizaron en el sótano de Buzz detrás del Estudio Bar de Minneapolis.

## Lado 1
| N.º | Título          | Duración |  |
| 1.  | «Paraquat Plus» | 12:39    |  |

## Personal
- King Buzzo - Guitarra, voz
- Dale Crover - Batería
- Coady Willis - Batería
- Jared Warren - Bajo
- HAZE XXL - Guitarra, Sintetizador y Coros